# Манукян, Микаел Вагинакович
Микае́л Вагина́кович Манукя́н (арм. Միքայել Մանուկյան, 10 апреля 1967, Ереван) — депутат парламента Армении.
- 1986 — окончил факультет дизайна Ереванского художественного училища им. Терлемезяна. Художник.
- 1986—1988 — служил в советской армии. С начала армяно-азербайджанского конфликта в Нагорном-Карабахе участвовал в военных действиях.
- 1999—2002 — журналист в газете «Еркир».
- С 2002 — ответственный по партийно-организационной работе верховного органа «АРФД».
- 2002—2007 — председатель верховного органа «АРФД».
- Награждён медалями НКР «За освобождение Шуши», «Маршал Баграмян», и медалью НКР «За боевые заслуги».
- 2007 — 2012 — депутат Национального собрания Армении. Член партии «АРФД».
- 2013 — депутат Национального собрания Армении. Член партии «АРФД».